# Estany de Banyoles
Estany de Banyoles är en sjö i Spanien.   Den ligger i provinsen Província de Girona och regionen Katalonien, i den östra delen av landet, 600 km öster om huvudstaden Madrid. Estany de Banyoles ligger 172 meter över havet. Arean är 1,2 kvadratkilometer. Trakten runt Estany de Banyoles består till största delen av jordbruksmark. Den sträcker sig 2,0 kilometer i nord-sydlig riktning, och 1,0 kilometer i öst-västlig riktning.